# Hermacha grahami
Hermacha grahami är en spindelart som först beskrevs av Hewitt 1915.  Hermacha grahami ingår i släktet Hermacha och familjen Nemesiidae. Inga underarter finns listade i Catalogue of Life.